# Ekvägstekel
Ekvägstekel (Deuteragenia subintermedia) är en stekelart som först beskrevs av Paolo Magretti 1886.
Ekvägstekel ingår i släktet vedvägsteklar och familjen vägsteklar. Arten är reproducerande i Sverige.

## Utseende
Honor är med en längd av 4 till 10 mm större än hanar som blir 3 till 7 mm långa. Med undantag av benen som har inslag av brun och käkarna som har några gulbruna ställen är kroppen helt svart. Känselspröten är hos flera honor på undersidan gulbruna. På de genomsynliga vingarna förekommer några mörka fläckar.

## Utbredning och ekologi
Arten har ett utbredningsområde från Sydeuropa, Västeuropa och södra Nordeuropa till Centralasien och norra Asien. Habitatet varierar mellan olika slags skogar och kulturlandskap som jordbruksmark och betesmarker. Som det svenska trivialnamnet antyder hittas den ofta på ek. Individerna bor ofta i död ved där skalbaggar redan skapade en hålighet eller i stjälkar av mjuka växter. Ekvägstekelns larver födas upp med spindlar som ofta tillhör släktet Segestria (tillhörande familjen sexögonspindlar). Andra byten är hoppspindlar. Larver av tretandad guldstekel (Trichrysis cyanea) kan leva som parasit i ekvägstekelns bo.
Mellan juni och mitten av september förekommer vanligen två generationer av arten i Norden.